# 崔日用
崔 日用（さい じつよう、673年 - 722年）は、唐代の官僚・政治家。本貫は滑州霊昌県。

## 経歴
進士に及第し、芮城県尉を初任とした。大足元年（701年）、武則天が長安に行幸する途中で、陝州に立ち寄った。宗楚客が陝州刺史をつとめていたが、日用が供応の庶務を支え、広く珍味を求めて、宗楚客の命と称した。日用は宗楚客の推薦を受けて新豊県尉に抜擢された。ほどなく監察御史に任じられた。
神龍元年（705年）、秘書監の鄭普思が娘を後宮に入れ、ひそかに左道を謀ったことから、日用は上奏してこれを弾劾した。鄭普思は中宗の恩顧を受けていたことから、中宗はこれを取り上げなかった。日用が徹底して朝廷で争ったため、鄭普思はついにその罪に伏した。ときに宗楚客・武三思・武延秀らが朋党を結び、日用がひそかにその下につくと、にわかに兵部侍郎に転じ、修文館学士を兼ねた。唐隆元年（710年）、中宗が毒殺され、韋皇后が称制すると、日用は禍が自分に及ぶのを恐れた。李隆基が韋氏の粛清を計画しているのを知ると、日用は沙門の普潤や道士の王曄をひそかに藩邸に訪れさせ、李隆基と深く結託した。李隆基が韋氏と安楽公主を討ち取ると、その夜のうちに、日用は雍州長史の事務を権知するよう命じられた。功績により銀青光禄大夫・黄門侍郎（宰相）に任じられ、国政の機密に参与し、斉国公に封じられた。
日用は宰相となること1月あまり、中書侍郎の薛稷と合わず、雍州長史として出され、宰相の事務を停止された。ほどなく揚州長史として出向し、婺州刺史・汴州刺史・兗州都督・荊州長史を歴任した。先天2年（713年）、玄宗（李隆基）に太平公主の討捕を勧める上奏をおこなった。蕭至忠・竇懐貞を討つにあたり、検校雍州長史を命じられた。ほどなく吏部尚書に任じられた。
のちに常州刺史として出され、汝州刺史に転じた。開元10年（722年）、并州大都督長史に転じた。ほどなく死去した。享年は50。吏部尚書の位を追贈された。諡は昭といった。後にさらに荊州大都督の位を追贈された。子の崔宗之が後を嗣いだ。
従兄の崔日知がまた知られた。

## 伝記資料
- 『旧唐書』巻99 列伝第49
- 『新唐書』巻121 列伝第46